# Deutschland-Cup (Fußball)

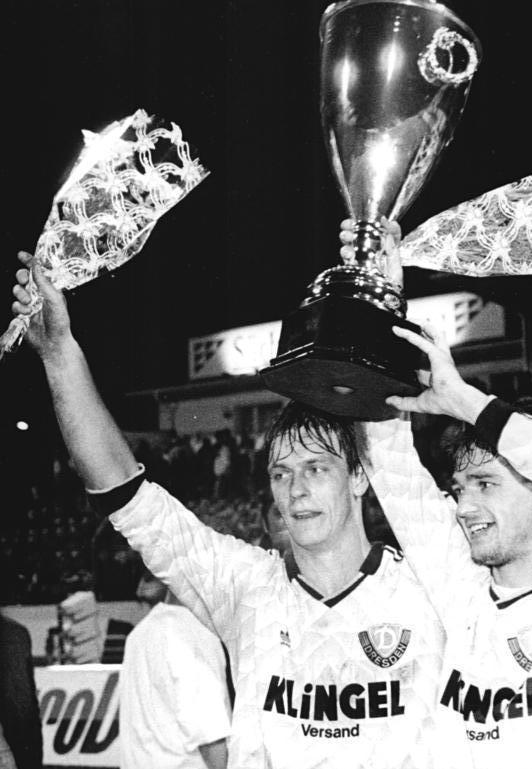
Andreas Wagenhaus (links) und Mario Kern mit dem Deutschland-Cup

Der Deutschland-Cup war ein 1990 einmalig ausgetragener Wettbewerb, in dem der amtierende DDR-Meister 1. FC Dynamo Dresden im Rudolf-Harbig-Stadion gegen den BRD-Meister FC Bayern München durch ein Tor von Torsten Gütschow mit 1:0 gewinnen konnte.
Der Wettbewerb war dem Vorbild des DFB-Supercup bzw. DFV-Supercup nachempfunden. Der Cup diente zum damaligen Zeitpunkt letztlich aber mehr dem jahrelang ersehnten Neu-Aufeinandertreffen der beiden großen deutsch-deutschen Publikumsmagneten, welche zuletzt 1973 beim ersten deutsch-deutschen Duell der UEFA-Europapokal-Geschichte aufeinandergetroffen waren.
Das Spiel fand am 27. November 1990 statt, eine Woche nach der Auflösung des Deutschen Fußball-Verbandes der DDR. Der Titel selbst, bei dem der FC Bayern nicht mit der ersten Vertretung antrat, wurde nie offiziell vom Deutschen Fußball-Bund anerkannt. Leistungsträger von Dynamo Dresden, wie Ulf Kirsten und Matthias Sammer, hatten Dynamo zu diesem Zeitpunkt bereits verlassen.
Im selben Jahr am 21. August 1990 gab es einen weiteren Wettbewerb mit dem Namen Holsten Deutschland-Cup. Dieser wurde zwischen dem FDGB-Pokal-Sieger 1. FC Dynamo Dresden und dem DFB-Pokal-Sieger 1. FC Kaiserslautern in Dresden ausgespielt. Dieses Spiel gewann der 1. FC Kaiserslautern mit 5:3 nach Elfmeterschießen (1:1 n. V. (1:1, 1:1), 4:2 i. E.).